# Enrique Plá y Deniel
Enrique Plá y Deniel, španski rimskokatoliški duhovnik, škof in kardinal, * 19. december 1876, Barcelona, † 5. julij 1968.

## Življenjepis
25. julija 1900 je prejel duhovniško posvečenje.
4. decembra 1918 je bil imenovan za škofa Avile in 8. junija 1919 je prejel škofovsko posvečenje.
28. januarja 1935 je bil imenovan za nadškofa Salamance in 3. oktobra 1941 za nadškofa Toleda.
18. februarja 1946 je bil povzdignjen v kardinala in imenovan za kardinal-duhovnika S. Pietro in Montorio.